# Ritual (album de Shaaman)
Pour les articles homonymes, voir Ritual.
 (août 2024).
Si vous disposez d'ouvrages ou d'articles de référence ou si vous connaissez des sites web de qualité traitant du thème abordé ici, merci de compléter l'article en donnant les références utiles à sa vérifiabilité et en les liant à la section « Notes et références ».
Albums de Shaman
RituAlive
(2003)
Ritual est le premier album du groupe brésilien Shaman.

## Liste des morceaux
Les dix pistes de cet album sont :
1. "Ancient Winds" – 3:16
2. "Here I Am" – 5:56
3. "Distant Thunder" – 6:22
4. "For Tomorrow" – 6:47
5. "Time Will Come" – 5:32
6. "Over Your Head" – 6:37
7. "Fairy Tale" – 6:56
8. "Blind Spell" – 4:34
9. "Ritual" – 6:37
10. "Pride" – 4:11

## Formation
- Andre Matos - Chants
- Hugo Mariutti - Guitare
- Luis Mariutti - Basse
- Ricardo Confessori - Batterie